# Forma (sztuka)
Forma w dziedzinie sztuki oznacza te jej właściwości, które związane są z kształtem (np. rzeźba, architektura), konstrukcją (układem) zapisu (np. poezja, powieść, muzyka). Nie mając bezpośrednio wpływu na treść dzieła sztuki, decyduje jednak o wyborze sposobu w jaki dzieło sztuki jest rejestrowane i przekazywane odbiorcy.
Ze względu na fakt, że na przestrzeni dziejów zmieniały się sposoby widzenia i kategoryzacji tego, co dziś określa się mianem sztuki oraz różne jej interpretacje (np. sztuka użytkowa) definicja powyższa nie jest jednoznaczna.
W historii sztuki znaczenie, opis i systematyzacja formy w sztuce ujmowane były na różne sposoby, w tym jako układ i kształt. 

## Forma jako układ

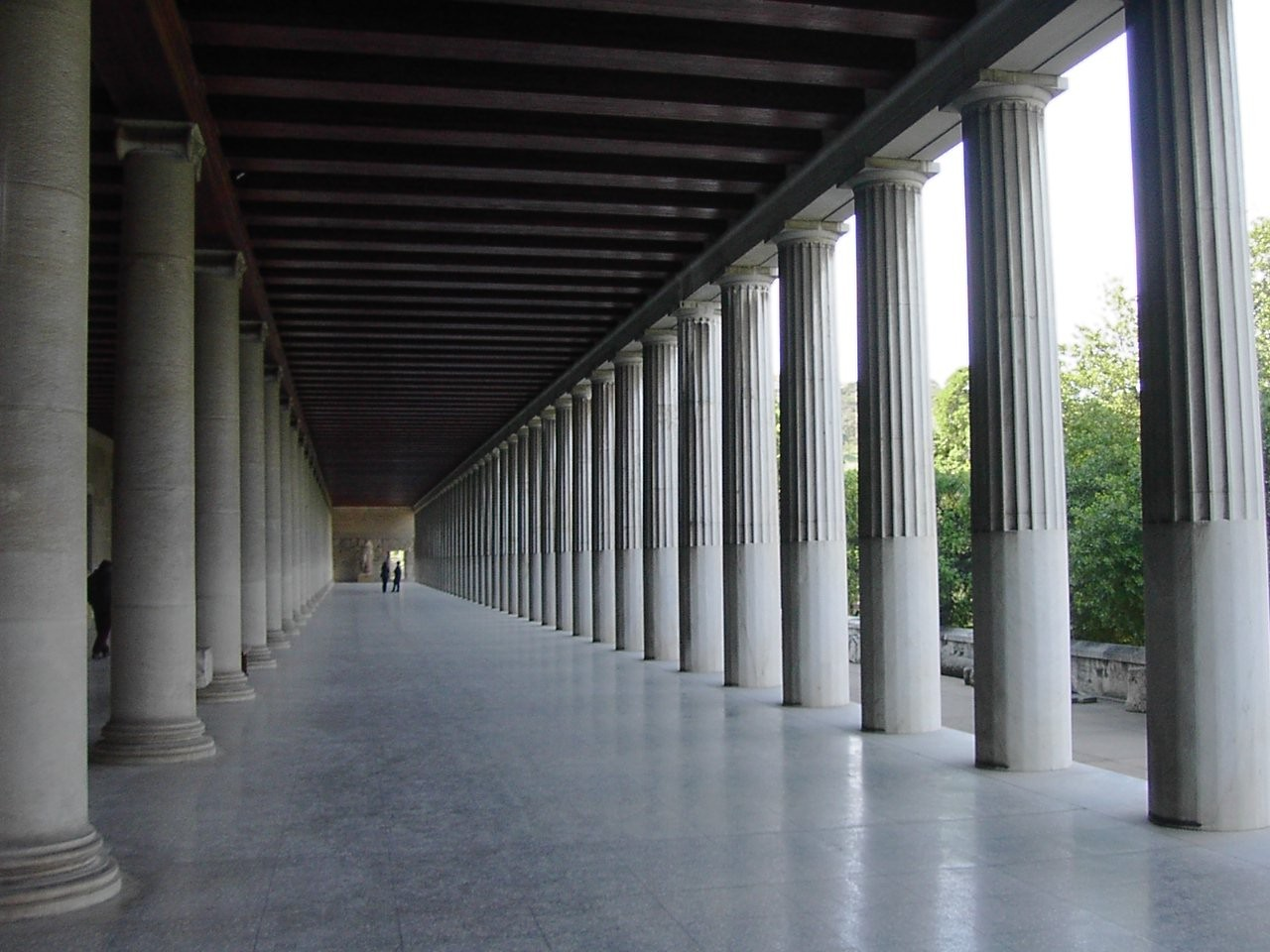
Układ kolumn w Stoii Attalosa w Atenach

Forma jako układ części, elementów, składników dzieła, np. forma portyku jest układem kolumn, a melodia jest układem dźwięków. Definicja ta zrodziła się w czasach starożytnych u Greków. Arystoteles uważał, iż jej autorami byli pitagorejczycy. Miała ona charakter normatywny – była próbą odkrycia praw rządzących sztuką i narzucenia ich dziełom. Zakładała, że piękno jest obiektywne i da się je jasno określić. Zatem piękne było według Greków tym, co harmonijne, symetryczne, tworzące ład, proporcjonalne. Te cechy były ważniejsze niż charakter elementów użytych do stworzenia dzieła, np. rzeźba kobiety była estetyczna dzięki idealnym proporcjom, a nie wyszukanej fryzurze, biżuterii czy draperii szaty.

## Forma jako kształt
Między XV a XVIII stuleciem powstało kolejne pojęcie formy – jako kontur, rysunek, zarys kształtu przedmiotu, będący przeciwieństwem barwy. W tych czasach dochodziło do radykalnych posunięć w postrzeganiu, co jest w sztukach plastycznych istotne – barok sprzeciwiał się renesansowemu ignorowaniu znaczenia kolorów tworząc kolorystyczny nurt malarstwa, z kolei w oświeceniu najważniejszy był rysunek akademicki. Immanuel Kant pisał, że momentem istotnym jest rysunek, barwy zaś są jedynie „rzeczą powabu” i nie mogą przedmiotu„ uczynić godnym oglądania ani pięknym”.
Rudolf Arnheim pisał: Postrzegając kształt, zawsze świadomie lub nieświadomie przyjmujemy, że kształt ten coś przedstawia, a wobec tego, że jest formą jakiejś treści. Zatem według drugiej definicji formą nazywa się to, co jest bezpośrednio dane zmysłom – formę widzimy lub słyszymy i dzięki niej odczytujemy sens dzieła. Przykładowo w poezji brzmienie słów jest formą, natomiast ich znaczenie – treścią. I właśnie w dziedzinie sztuki słowa po raz pierwszy wyodrębnili tę definicję formy sofiści. Średniowieczni scholastycy starali się jak najprecyzyjniej oddzielać formę od treści, podobnie problem ten badano w renesansie i kolejnych epokach. Z czasem definicja ta przestała dotyczyć tylko poezji, objęła też sztuki piękne i muzykę. W niektórych okresach muzykę postrzegano wręcz tylko jako formę, nie niosącą w sobie żadnej treści. Takie formalistyczne stanowisko zyskiwało z biegiem lat coraz szerszą sławę, aż do utworzenia nurtu formalistycznego w sztuce w XIX wieku.

## Zarys historii pojęcia formy w sztuce
Arystoteles sprzeciwił się platońskiej teorii świata idei, doszedł do wniosku, że to w świadomości ludzkiej, podczas stykania się z przedmiotami, powstają ich idealne wzorce. Pomimo że człowiek widzi np. kilka koni, które różnią się od siebie wielkością, umaszczeniem czy innymi indywidualnymi cechami, to jednak potrafi wyciągnąć z tych obserwacji pewną część wspólną, czyli takie cechy, które sprawiają, że koń jest koniem – jego istotę. To właśnie Arystoteles uważał za formę. Oczekiwał od artystów obserwacji przyrody, aby byli w stanie pomijając cechy przypadkowe docierać do istoty rzeczy i przedstawiać je w dziełach. Dotyczyło to sztuki mimetycznej, która była dla Greków ideałem. Do tej definicji powrócił np. Piet Mondrian. Zaczynał on swoją twórczość od bardzo dokładnego odtwarzania rzeczywistości, badał ją i stopniowo eliminował cechy przypadkowe. W końcu sprowadził cały otaczający go świat do układów linii prostych i podstawowych kolorów, analizował ich wzajemne zależności i oddziaływania – one zdaniem Mondriana okazały się być istotą rzeczywistości i dzięki nim osiągał na swych obrazach harmonię uniwersalną, którą określał jako piękno kosmiczne.
Kant forsował definicję formy jako aprioryczną, czyli jak wskazuje określenie – przyjętą z góry, opartą i uzasadnioną nie na doświadczeniu lecz na rozumowaniu. W Krytyce czystego rozumu Kant wymienia aprioryczne formy poznania: przestrzeń, czas, substancję, przyczynowość - są to stałe umysłu i za ich pomocą możliwe jest wszelkie poznanie. Jednakże w Krytyce władzy sądzenia, w której podjął się krytyki piękna, stwierdził, że wobec sztuki, twórczości, te aprioryczne formy nie obowiązują – o pięknie nie decydują stałe umysłu, lecz wyjątkowe jednorazowe uzdolnienia twórców. Dopiero następcy Kanta zbliżyli jego definicję formy do sztuki – przede wszystkim Konrad Fiedler i Heinrich Wolfflin. Według pierwszego z nich nie tylko umysł, ale i nasze widzenie ma zakorzenioną formę powszechną, kieruje się pewnymi prawami. To, jak postrzegane jest dane dzieło zależy tylko od odbiorcy, który jest podmiotem i poddaje sztukę analizie poprzez swoje właściwości umysłu. To prowadzi do wniosku, iż nie istnieje jedna uniwersalna forma widzenia, lecz, że jest ich tyle, ile podmiotów, ilu odbiorców sztuki. Formy te nie są ponadczasowe, stałe, tylko zmieniają się, wiążą z daną epoką. To właśnie zauważył Wolfflin, który stworzył teorię alternatywnych form klasycznych i barokowych.
Winckelmann, ojciec współczesnej historii sztuki, pisał, że: „dokładność oka w obserwacji prawdziwej formy i wielkości tematów obrazów i ich formy dotyczy w równej mierze koloru, jak i kształtu”. Jego teoretyczne prace na temat sztuki i jej historii dały podstawy prądu neoklasycystycznego, gdzie forma naśladowana z okresu hellenistycznego i jego elementów w klasyce rzymskiej, traktowana była, jako próba  nałożenia harmonii w dziełach artystycznych, co z kolei miało mieć bezpośredni wpływ na osiągnięcie piękna sztuki.

## Współczesność
Pozorny brak formy lub jej wyraźne ograniczenie jest charakterystycznym rysem wielu współczesnych prądów w sztuce. Daje się to szczególnie łatwo zaobserwować w formach poetyckich. O ile klasyczna i klasycyzująca poezja podporządkowana była rygorystycznym zasadom formy (np. sonet, elegia, aleksandryn), o tyle współczesna poezja buntując się wobec ograniczeń formalnych często odrzuca formę zastaną lub do tej pory obowiązującą (np. wiersz wolny). Trudno jednak powiedzieć, że odrzucenie zastanych form jest brakiem formy. Każdy zapis twórczości w sztuce musi opierać się na jakiejś formie, gdyż jest ona materialną manifestacją idei artystycznej. Zmieniające się na przestrzeni dziejów pojęcia i rozumienia formy wynikały z nowych potrzeb kulturowych i rozwoju lub upadku społeczeństw. Jak dwie strony tej samej monety, można powiedzieć, że brak lub odrzucenie formy jest rewersem istniejącej formy-dewizy. We wstępie do polskiego tłumaczenia Fajdrosa Platona, Władysław Witwicki opisywał zmiany w formie sztuki starożytnej w Grecji. Sztuka grecka czasów Platona, będąca w rozkwicie hellenizmu, różniła się w sposób zasadniczy od surowej estetyki i formy antycznej sztuki greckiej. Z opisu Witwickiego wnioskować można, że już wówczas zmiany te były nie mniej rewolucyjne od tych, zachodzących w rozumieniu i stosowaniu formy w sztuce współczesnej.

## Forma w architekturze
W okresie starożytności forma w architekturze miała nie tylko wpływ na treść ale i sama była treścią. Przykładem tego były piramidy w cywilizacjach starożytnych. Użytkowość tak widzianej funkcji formy miesza się tu z jej funkcją samowytwarzania treści abstrakcyjnej (powaga, majestatyczność, nieśmiertelność). Podobne zastosowanie formy w architekturze znajdujemy później w budownictwie sakralnym od wieków średnich poczynając aż po czasy współczesne, gdzie forma użytkowa mieszała się z przekazem abstrakcyjnym (strzelistość wież symbolizujących wniebowstąpienie, kształt konstrukcji naw głównych i bocznych w formie krzyża).